# Jean-Claude Lefebvre (pilote et copilote de rallye)
Pour les articles homonymes, voir Jean-Claude Lefebvre et Lefebvre.
Jean-Claude Lefebvre est un pilote et copilote français, né le 7 janvier 1945 à Nanterre (Hauts-de-Seine).

## Biographie
Il commence le karting à l'âge de 16 ans et obtient en 4 ans une cinquantaine de victoires. Après son service militaire de 12 mois il reprend la compétition automobile.
Avec la Coupe Gordini qui apparaît en 1966 il débute sur les circuits, obtenant déjà quelques classements prometteurs dont une pole position à Magny-Cours 1966. 
Il se tourne désormais rapidement vers les rallyes, discipline où il remporte quelques victoires de groupe toujours au volant de R8 Gordini 1300, puis d'une Alpine 1300S.
Il est ensuite engagé par Ford France en 1970 dans l'écurie de Jean-François Piot. Six ans plus tard il poursuit sa carrière sportive désormais chez Peugeot, obtenant trois résultats dans les cinq premiers en Championnat du monde des rallyes entre 1978 et 1980, dont une victoire. 
En 1983 il est nommé responsable de la communication chez Peugeot Sport, poste qu'il occupe jusqu'à la fin de l'année 2010 car il devient alors Travel Assistant du Président de la FIA Jean Todt (qu'il a rencontré à l'âge de 19 ans dans un garage d'Asnières avant de partager les bancs de l'École des Cadres) de 2011 à 2013.

## Palmarès

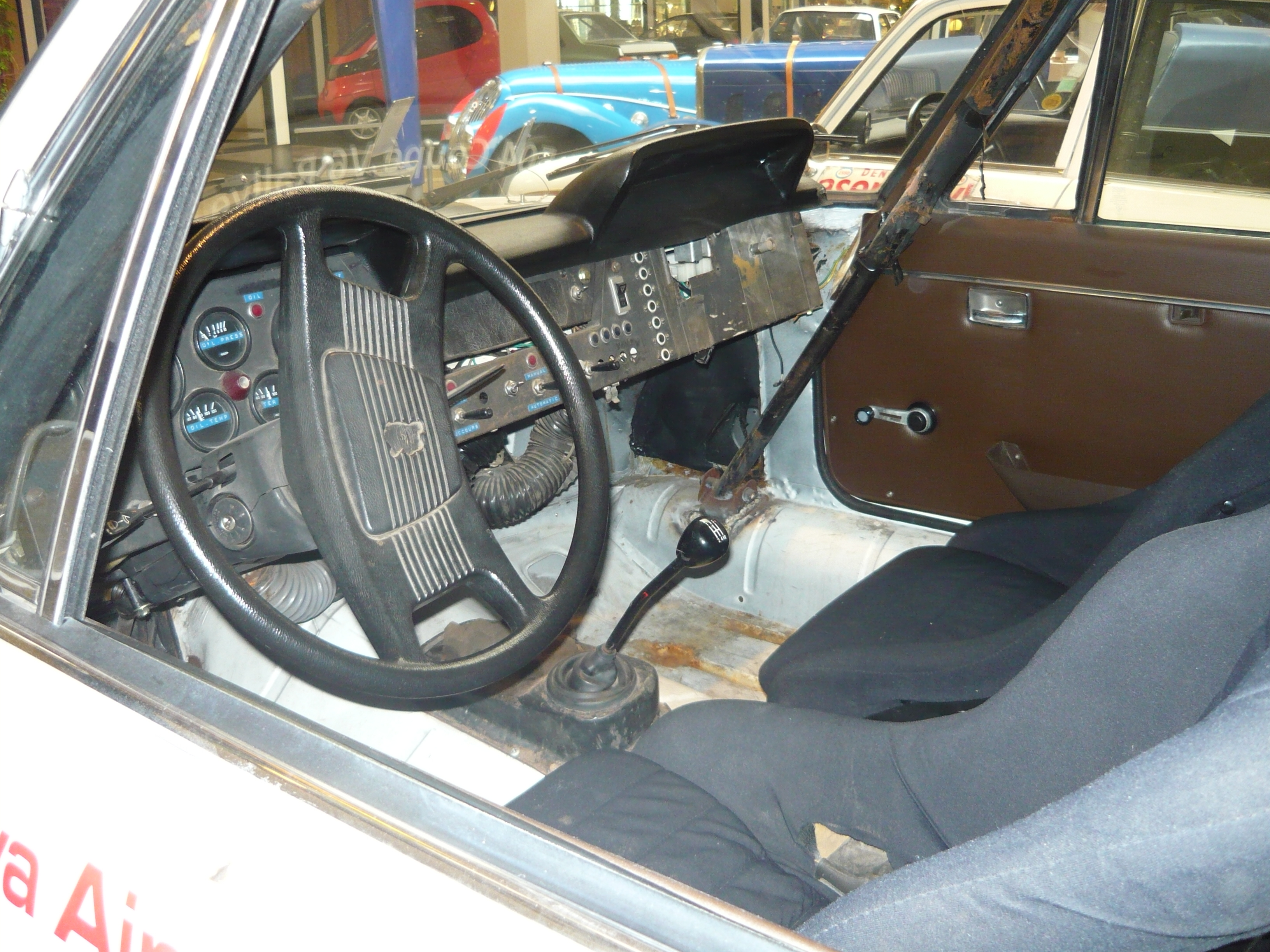
...et son poste de pilotage.

### Titre
- Champion de France de courses de côte (catégorie Tourisme) en 1973, sur Ford Escort BDA
  - Vice-Champion de France de Rallycross en 1977, sur Peugeot 104

### Copilote de rallye
- Vainqueur de l'East African Safari (WRC) en 1978 avec Jean-Pierre Nicolas, sur Peugeot 504 V6 Coupé
  - 2e du Rallye de Côte d'Ivoire en 1976 avec J-P. Nicolas, sur Peugeot 504

### Pilote de rallye
- Vainqueur du Groupe 1 en 1968 au Critérium Alpin, au rallye Bordeaux-Sud-Ouest, et au rallye Bayonne-Côte Basque, le tout sur R8 Gordini 1300 
  - 2e du rallye du Touquet 1969 sur Alpine 1300S
  - 2e du rallye de la Côte Fleurie 1970 sur Ford Capri 2,6 RS
  - 5e du rallye des Routes du Nord 1970 sur Ford Escort TC
- 1er à Magny-Cours en 1971 sur Ford Escort BDA
- Courses de côte 1973 : Vainqueur de catégorie à Ampus, Beauvais, Col Bayard, La Bouille, Le Pin, Roanne, Soissons, Chamrousse, Haut Cantal, Arette, Mt Ventoux, Poitiers, Corcoue sur Ford Escort BDA
- Courses de côte 1974 : Vainqueur de catégorie à Col St-Pierre, La Bachellerie, Colombier, Angoulême, Charnizay, Beaujolais, Vuillafans, Poilly, St-Goueno, Etretat, Le Buisson sur Ford Escort BDA
  - 3e du Tour de France Automobile 1975 sur Porsche Carrera 3l (Avec Jean Pierre Rouget)
- Vainqueur de la Ronde de Serre Chevalier 1977 sur Peugeot 104 ZS Gr.2
- Vainqueur du Groupe 2 au Tour de Corse 1976 sur Peugeot 104 ZS (copilote J. Todt)
  - 2e des 24 Heures de Chamonix en 1977 sur Peugeot 104
  - 2e du rallye CODASUR en 1979 (en Amérique du Sud avec Jean-Pierre Rouget (en), sur Peugeot 504)
  - 5e du rallye du Maroc (WRC) en 1976 (copilote Gérard Flocon, sur Peugeot 504)
  - 5e du rallye CODASUR (WRC) en 1980 (copilote Christian Delferier, sur Peugeot 504 V6 Coupé officielle, et vainqueur du Groupe 4)
  - 6e du rallye Safari (WRC) en 1981 (même voiture et même copilote)
  - 6e du Championnat de France Production 1981, sur Peugeot 505